# Rosier floribunda

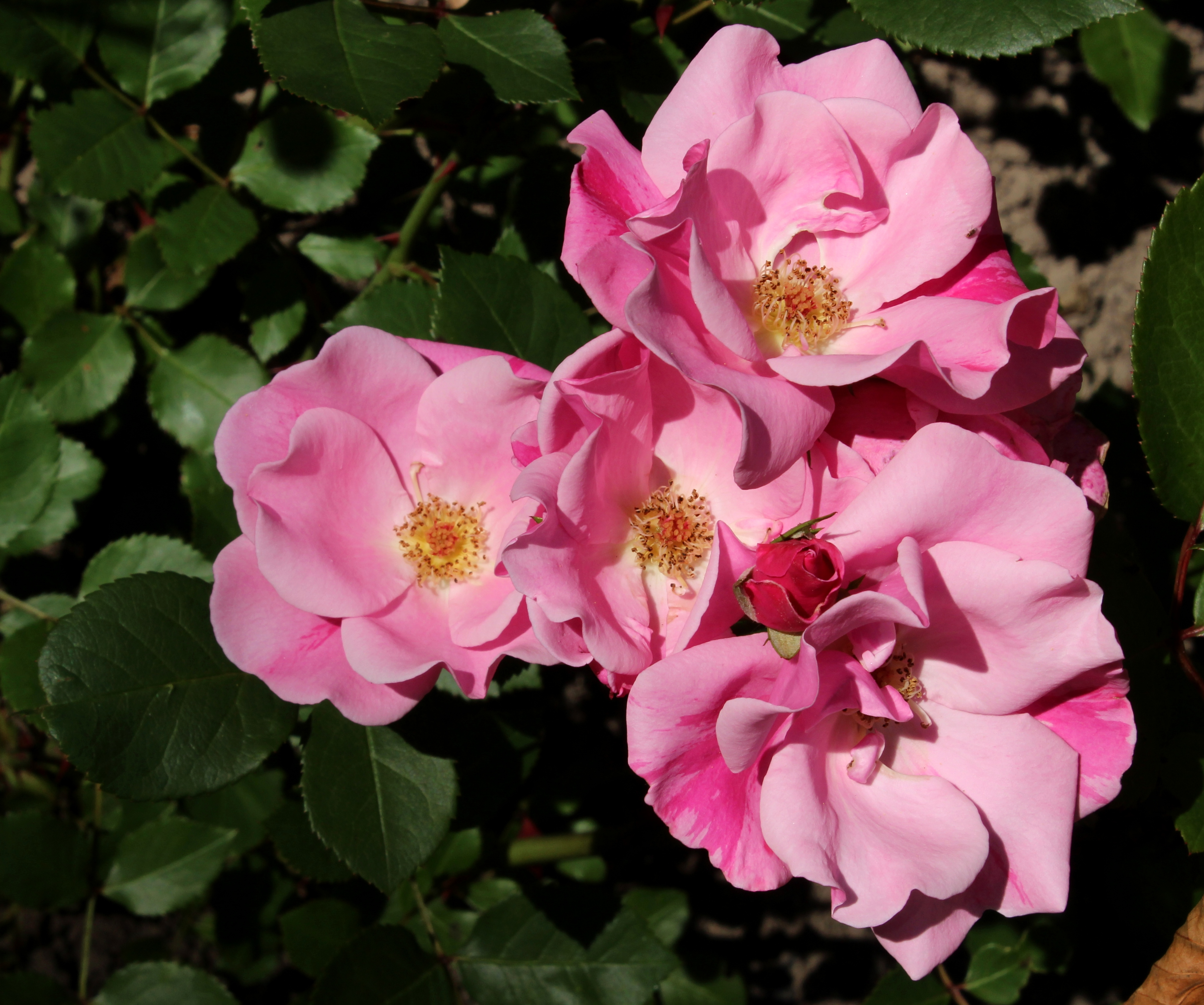
'Else Poulsen' (Poulsen 1924), une des premières floribundas.

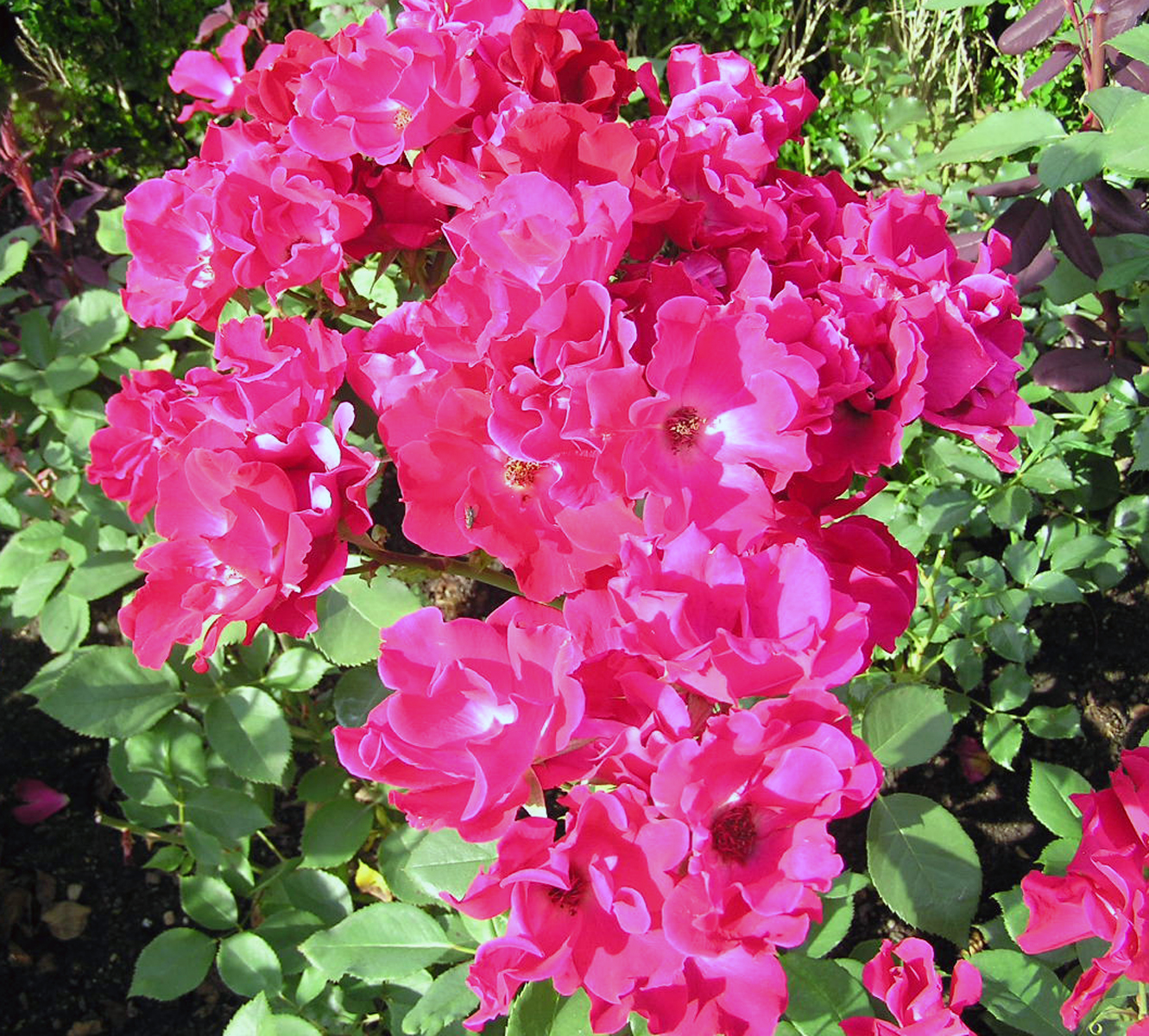
Rosier floribunda 'Holstein' (Kordes 1938).

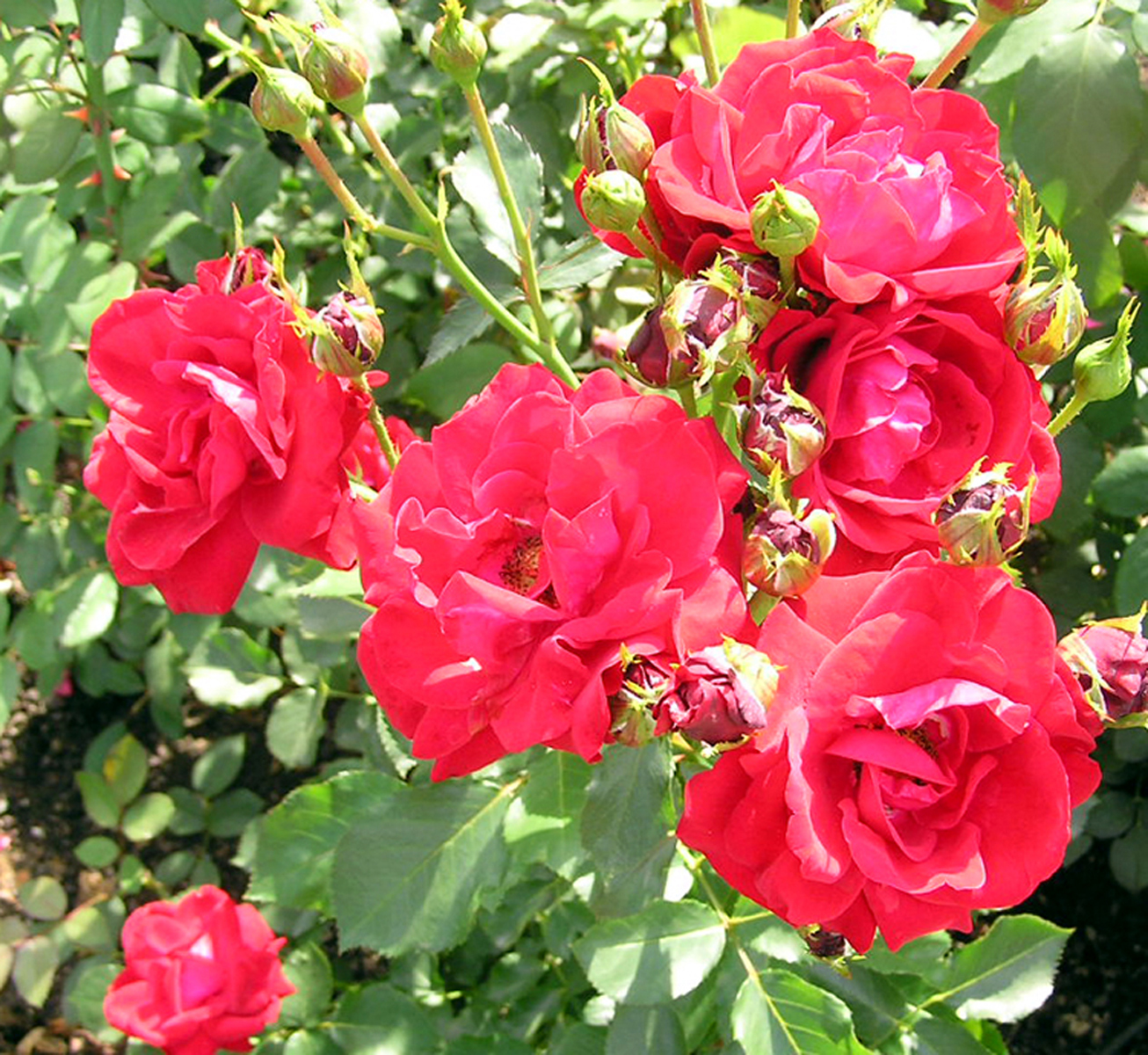
'Orange Korona' (Kordes 1955), exemple de rosier floribunda.

Les rosiers floribundas ou rosiers à fleurs en bouquets sont un groupe de cultivars de rosiers créés par des rosiéristes par hybridation de rosiers polyanthas et de rosiers thé.
Un des premiers rosiers floribundas a été obtenu par la maison danoise Poulsen en 1907 avec 'Rödhätte'. Cette maison a continué les hybridations, comme 'Else Poulsen' en 1924, puis 'Kirsten Poulsen' en 1925. Il fallait créer des roses à la floraison abondante pendant les étés courts scandinaves et capables de résister au froid. En Allemagne, c'est le rosier 'Gruss an Aachen' (1909) qui  possède toutes les caractéristiques de ce groupe. Ces roses sont à l'époque qualifiées d'« hybrides de polyanthas ». D'autres obtenteurs ont commencé à créer des variétés similaires et en 1930 le nom de « floribunda » a été inventé par le Dr Jean-Henri Nicolas de la maison Jackson & Perkins aux États-Unis. C'est ainsi que ce terme est utilisé depuis pour désigner les cultivars comptant dans leur ascendance des roses issues de rosiers thé et de polyanthas.

## Caractéristiques et utilisation
Ces rosiers se caractérisent par leur floraison abondante et prolongée. Les fleurs, relativement plus grandes que chez les polyanthas, sont réunies en bouquets abondants. Ce sont des rosiers souvent utilisés en plates-bandes.
Le croisement de certains rosiers floribundas et d'hybrides de thé a donné naissance à la classe des grandifloras.

## Exemple de cultivars
- 'Alain' (Meilland, 1946) à fleurs rouges
- 'Fée des neiges', (Kordes, 1958) à fleurs blanches
- 'Feuerschein' et 'Frau Astrid Späth' à fleurs roses, issus de mutations spontanées de 'Joseph Guy' (F) (='Lafayette')
- 'Fluorescent' (Delbard, 1977) à fleurs rouge vermillon
- 'Friesia' ou 'Sunsprite' à fleurs jaunes (Kordes), issu de 'Goldilocks' (F) et 'Ellinor Le Grice'
- 'Gotenhafen' (Tantau, 1940) à fleurs rose carmin
- 'Kordes Brillant' ou 'Kordes Brilliant' (Kordes) à fleurs rouges
- 'Lilli Marlene' (Kordes, 1959) à fleurs rouges, issu de 'Our Princess' (F), 'Rudolph Timm' (F) et 'Ama' (F)
- 'Margaret Merril' (Harkness, 1977) à fleurs blanches, issu de 'Pascali'
- 'Pomponella' (Kordes, 2005) à fleurs rose foncé
- 'Queen Elizabeth' (Lammerts, 1954) à fleurs roses, issu de 'Charlotte Armstrong' (HT) et de 'Floradora' (F)
- 'Souvenir de Louis Amade' (Delbard, 1998), à fleurs rose lilas
- 'Sarabande' (Meilland, 1957), à fleurs rouge orangé
- 'Satchmo' à fleurs rouges, issu de 'McGredy' (F), 'Iris Wonder' (F) et 'Diamant' (F)
- 'Scentimental' (Carruth, 1997), panaché rouge et blanc
- 'Westerland ' (Kordes, 1969) à fleurs orange saumoné
- 'Yellow Hammer' (McGredy, 1956) à fleurs jaunes

(HT) : Hybrides de Thé
(F) : Floribunda